# Stephan Andrist
Stephan Andrist (* 12. Dezember 1987 in Erlenbach im Simmental) ist ein Schweizer Fussballspieler. Der Mittelfeldspieler war bei verschiedenen Vereinen in der Schweiz sowie Deutschland aktiv und ist ehemaliger Schweizer Nachwuchsnationalspieler.

## Karriere

### Im Verein
Bevor Andrist für die erste Mannschaft des FC Thun aufgeboten wurde, spielte der Mittelfeldspieler bei den Junioren von FC Dürrenast und dann in verschiedenen Nachwuchsmannschaften beim FC Thun – zuletzt für die U-21. Sein Debüt als Profi gab er am 22. September 2007 sogleich in der höchsten Schweizer Spielklasse, der Super League, beim Spiel des FC Thun gegen den FC Luzern. Er wurde bald zu einem festen Bestandteil der ersten Mannschaft und wurde bei 27 von 28 verbleibenden Meisterschaftsspielen in der Saison 2007/08 sowie bei zwei Cupspielen eingesetzt. Der FC Thun stieg in jenem Jahr nach einer schwierigen Saison in die Challenge League ab. In der darauffolgenden Spielzeit 2008/09 zählte Stephan Andrist ebenfalls zur Stammelf, bevor er sich im September 2008 einen Schien- und Wadenbeinbruch zuzog.
Der Mittelfeldakteur bestritt erst im vierten Meisterschaftsspiel der Saison 2009/10 wieder einen Ernstkampf, verletzte sich jedoch nach drei Spieltagen abermals am Schienbein und fiel von neuem für einen längeren Zeitraum aus. Kurz vor Saisonende konnte er wieder eingesetzt werden und wurde mit dem FC Thun schliesslich Challenge-League-Meister. Nach zwei Jahren in der zweithöchsten Spielklasse stieg der FC Thun wieder in die Super League auf. Nach seiner Genesung kam Stephan Andrist ab April 2010 nicht nur für die erste Mannschaft zum Einsatz, sondern verstärkte wiederholt auch die zweite Mannschaft. Da die Thuner U21-Mannschaft in dieser Saison aus der 2. Liga interregional in die 1. Liga (dritthöchste Spielklasse) vorrückte, konnte Andrist somit einen doppelten Aufstieg feiern. Andrist blieb auch in der Saison 2010/11 ein Kandidat für beide Teams. Für die U21 bestritt er zwei ganze Partien, in denen er drei Tore erzielte, und in der ersten Mannschaft kam er zu rund einem Dutzend Teileinsätzen. Obwohl Andrist damals nicht zur Stammelf zählte, setzte Trainer Murat Yakin auch weiterhin sein Vertrauen in ihn. Der auslaufende Vertrag mit Andrist wurde im März 2011 um zwei Jahre bis Ende Juni 2013 verlängert.
Am 30. August 2011 wechselte Andrist zum FC Basel. Beim amtierenden Schweizermeister, trainiert von Thorsten Fink, unterzeichnete er einen Vertrag bis Ende Juni 2014 mit Option auf eine weitere Saison. Sein Ligadebüt für den FC Basel gab Andrist am 10. September 2011, beim 4:0-Auswärtssieg gegen Servette Genf, als er in der 70. Minute für Xherdan Shaqiri eingewechselt wurde. Sein erstes Tor in der Super League erzielte er (zum zwischenzeitlichen 2:0) beim 4:1-Heimsieg gegen Grasshopper Club Zürich am 29. Oktober 2011.
Am 11. September 2012 wechselte Andrist zum Super-League-Konkurrenten FC Luzern. Man einigte sich auf ein Leihgeschäft bis zum Ende der Meisterschaft plus anschliessender Kaufoption.
Im Februar 2014 wechselte er in Folge einer Spielermutation zum FC Aarau, im Gegenzug wechselte Davide Callà zu Basel.
Nach dem Abstieg der Aarauer aus der Super League und dem Auslaufen seines Vertrages schloss sich Andrist im August 2015 dem deutschen Drittligisten F.C. Hansa Rostock an. Sein Debüt gab er dort am 7. Spieltag beim Auswärtsspiel gegen den FC Erzgebirge Aue. Er wurde in der 69. Spielminute für Marcel Gottschling eingewechselt. Seinen ersten Torerfolg konnte Andrist beim Auswärtsspiel am 15. Spieltag gegen den VfB Stuttgart II verbuchen. Er traf zum 1:0 in der 59. Minute. Letztlich wurde das Spiel jedoch mit 1:3 verloren. Insgesamt kam Andrist in seiner ersten Saison für die Kogge zu 30 Einsätzen, in denen er zusammen 7 Treffer erzielte. Er wurde mit dem FC Hansa in selbiger Saison auch Landespokalsieger. Nach Elfmeterschießen (4:3) wurde im Finale der FC Schönberg 95 bezwungen. Andrist brachte es zusammen auf vier Einsätze im Landespokal. Er erzielte hierbei sechs Treffer. In der Folgesaison kam Andrist unter Trainer Christian Brand nicht nur zum Einsatz in der ersten Runde des DFB-Pokals gegen Fortuna Düsseldorf (0:3), sondern auch zu 37 Einsätzen im Ligabetrieb, in denen er elf Treffer erzielte. Andrist wurde zudem Landespokalsieger Mecklenburg-Vorpommerns 2017. Seinen auslaufenden Vertrag an Bord der Kogge verlängerte er jedoch nicht.
Im Sommer 2017 wechselte Andrist zum Ligakonkurrenten SV Wehen Wiesbaden. Dort spielte er eine erfolgreiche erste Saison, in der er 15 Tore erzielte und zudem 10 Torvorlagen gab. Nach einer weniger erfolgreichen Hinrunde in der Saison 2018/19 wechselte er im Januar 2019 zum Ligakonkurrenten VfR Aalen. Nach dem Abstieg des VfR wurde der mit einer Auf- und Abstiegsklausel versehene Vertrag im Anschluss an die Saison automatisch aufgelöst.
Nach mehrmonatiger Vereinslosigkeit erhielt der Schweizer Ende Januar 2020 einen bis Saisonende gültigen Vertrag beim Südwest-Regionalligisten 1. FC Saarbrücken. Sein Debüt für den FCS gab er am 3. März 2020 im DFB-Pokal-Viertelfinale gegen Fortuna Düsseldorf. Durch den Abbruch der Saison 2019/20 aufgrund der COVID-19-Pandemie absolvierte er kein Ligaspiel für die Saarbrücker. Im August 2020 wechselte Andrist zum FC Chiasso in der zweithöchsten Schweizer Challenge League.
Im Frühjahr 2021 gab Andrist bekannt, seine Profi-Karriere zu beenden, und verließ den Verein; stattdessen schloss er sich dem Drittligisten FC Köniz an. Am Saisonende stieg er mit der Mannschaft in die vierte Liga ab. In der anschließenden Saison 2021/22 wurde Andrist dort mit 17 Toren in 26 Spielen zum besten Torschützen seiner Mannschaft. Im Sommer 2022 wechselte er zum Ligakonkurrenten FC Schötz.

### Nationalmannschaft
Stephan Andrist wurde mehrfach für Jugendnationalmannschaften nominiert, sowohl für die U18 (mindestens für drei Partien) als auch für die U20. Zudem bestritt er zahlreiche Spiele mit der U21-Nationalmannschaft und mit seinen Teamkollegen gelang ihm einen Exploit, als die Schweizer in der EM-Qualifikation den Tabellenführer Niederlande auswärts in Tilburg überraschend mit 1:0 schlagen konnten.
Der im September 2008 erlittene Schien- und Wadenbeinbruch beendete Andrists Karriere in der U21-Nationalmannschaft.

## Titel und Erfolge
FC Thun
- Challenge-League-Meister: 2010[32]

FC Basel
- Schweizer Meister: 2012
- Schweizer Cupsieger: 2012

Hansa Rostock
- Landespokalsieger Mecklenburg-Vorpommern 2015/16 und 2016/17